# Belianes
Belianes es un municipio español de la provincia de Lérida, situado en la comarca del Urgel, comunidad autónoma de Cataluña.

## Geografía
El término municipal de Belianes está situado en el oeste de la comarca del Urgel y limita con las comarcas vecinas del Plana de Urgel y Las Garrigas. El término municipal se encuentra al final del curso del valle del río Corb. El territorio desciende de altura suavemente de sur a norte, con alturas que oscilan entre los 220 m s. n. m. y los 373 m s. n. m. de altitud.

## Bandera
La bandera de Belianes es una bandera apaisada de proporciones dos de alto por tres de largo, de color púrpura, con dos bandas amarillas, de grosor 1/6 de la altura del trapo, la primera ocupa desde el segundo sexto superior de la altura del mismo trapo hasta el quinto noveno inferior de la longitud, y la segunda desde el quinto noveno superior de la longitud hasta el quinto sexto de la de la altura.
Se publicó en el DOGC el 20 de abril de 1994.

## Geografía humana

### Demografía
Cuenta con una población de 517 habitantes (INE 2024).
| Gráfica de evolución demográfica de Belianes entre 1842 y 2021                                                        |
| |
| Población de derecho según los censos de población del INE. Población de hecho según los censos de población del INE. |

| 1,330                      | 1,039 | 961 | 592 | 592 |
| (Fuente: [cita requerida]) |       |     |     |     |

## Administración
| Periodo   | Nombre                         | Partido |
| --------- | ------------------------------ | ------- |
| 2003-2007 | Maria Teresa Golobardes Agustí | CiU     |
| 2007-2011 | Maria Teresa Golobardes Agustí | IB      |
| 2011-2015 | Josep Ramon Morera Timoneda    | IPB     |

## Ferias, fiestas y mercados
- 15 de mayo: Fiesta de San Isidro
- 25 de julio (San Jaime): Fiesta mayor
- Primer domingo de diciembre: Fiesta del aceite

## Lugares de interés
- Ayuntamiento: Edificio de estilo gótico renacentista del siglo XVI.
- Iglesia de San Jaime Apóstol: Edificio gótico com una campanario del siglo XVIII.
- Cal Roc: Casa renacentista.
- Molino de aceite Maurici Massot: Molino de aceite del siglo XVII, restaurado en 1998
- Plaza del 11 de septiembre: Diseñada por Daniel Gelabert.

## Asociaciones
- Associació de Dones Castellsalvà de Belianes
- Agrupament Escolta i Guia Terra Plana

## Galería fotográfica

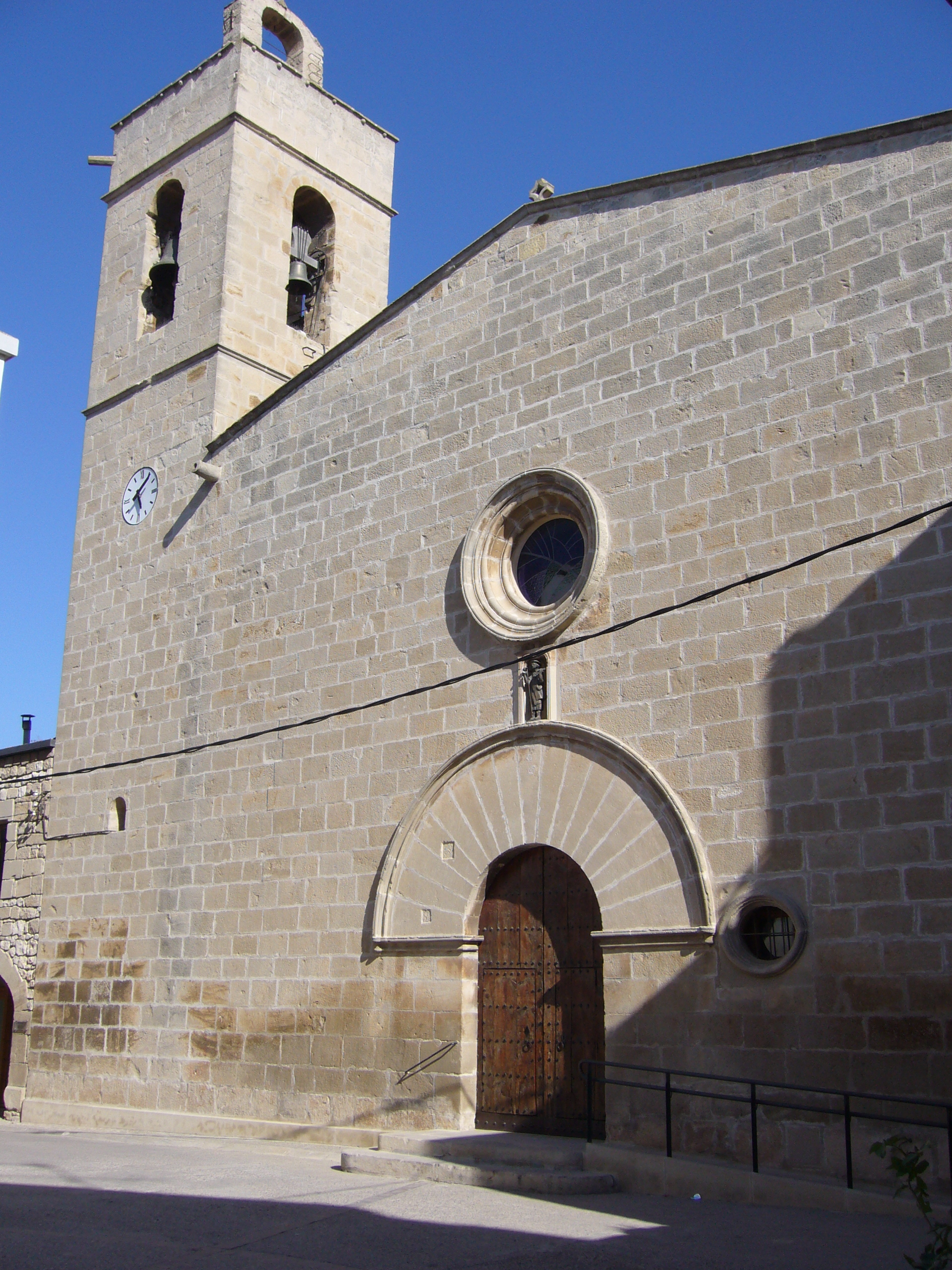
Iglesia de San Jaime
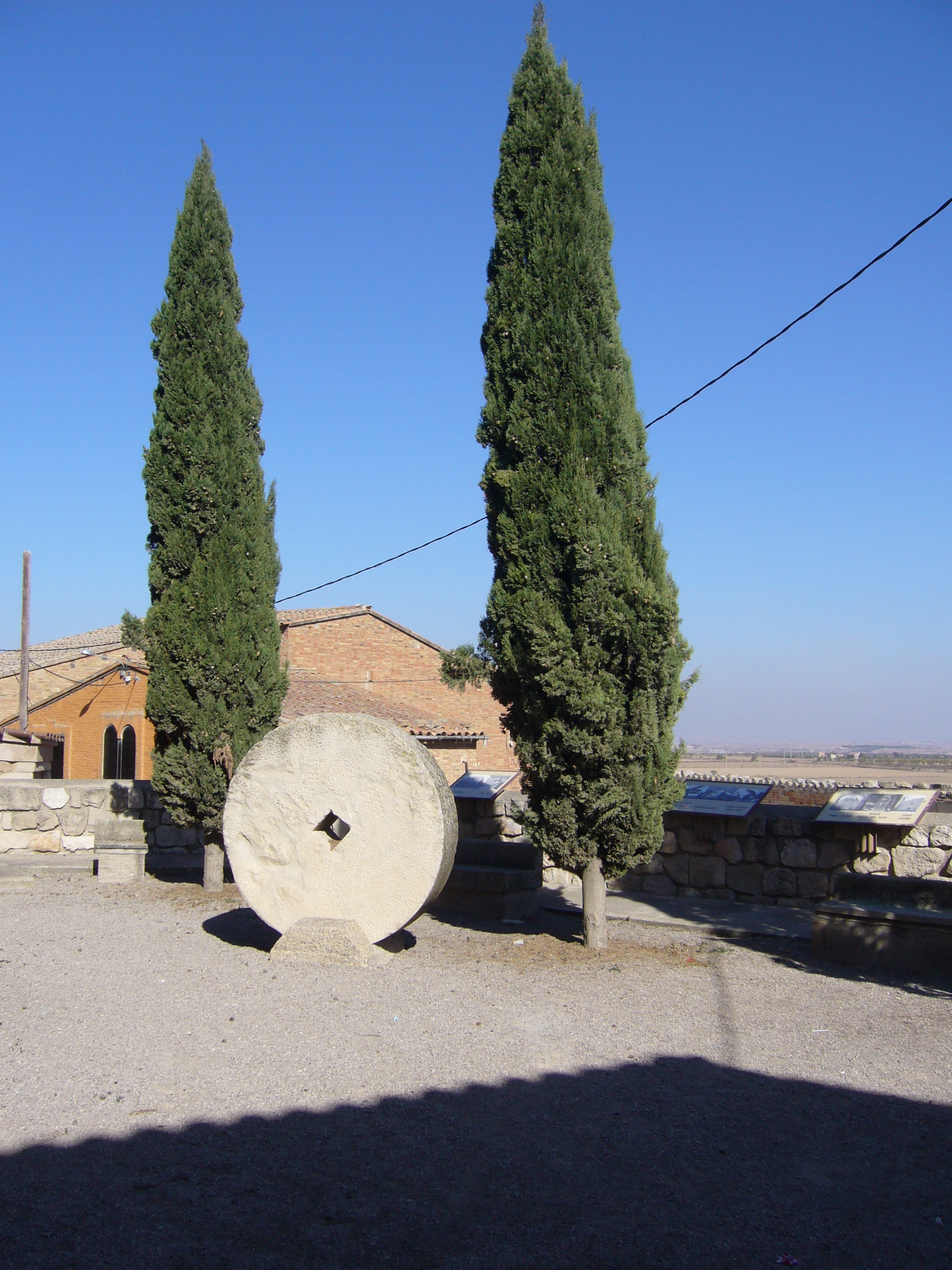
Plaza de Barcelona
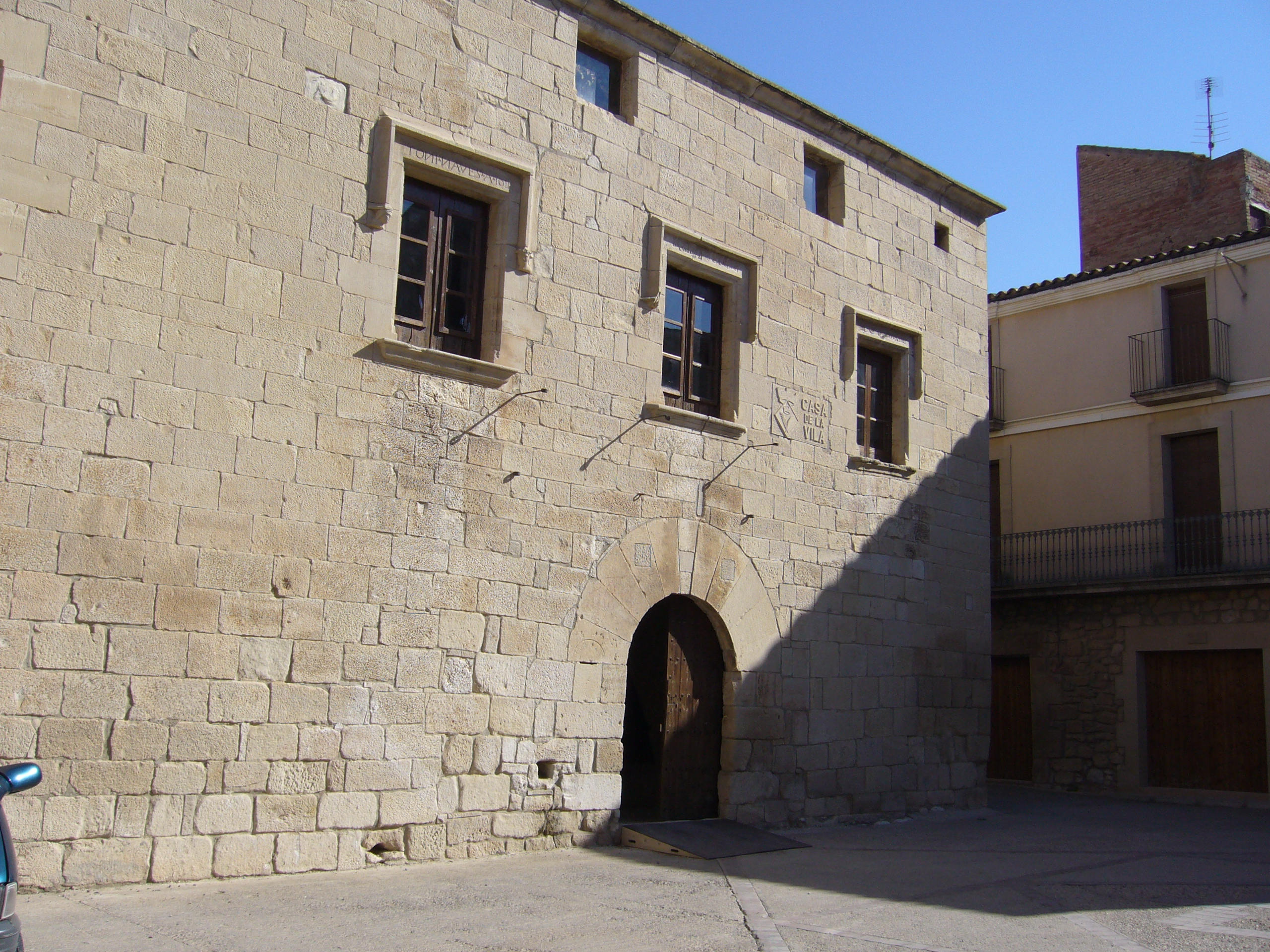
Ayuntamiento de Belianes
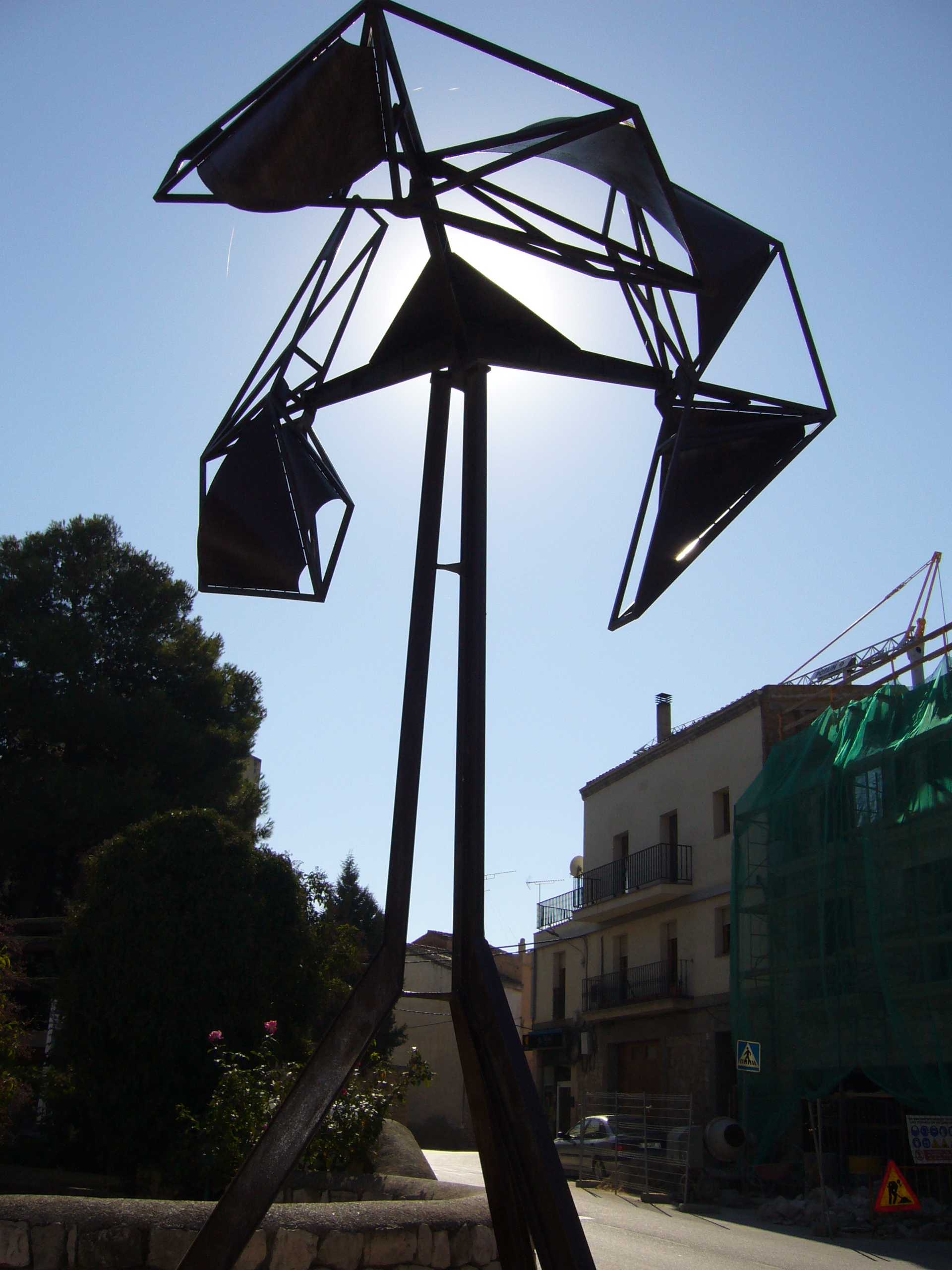
Plaza Comandante Serret de Belianes